# Crustoderma
Crustoderma Parmasto (skorupniczka) – rodzaj grzybów z rodziny siedzuniowatych (Sparassidaceae).

## Charakterystyka
Grzyby kortycjoidalne o owocniku rozproszonym, rozpostartym, skórzastym lub skorupiastym, ściśle przyrośniętym z ostrym brzegiem. Powierzchnia hymenialna gładka, o barwie żółtej, ochrowej lub brązowej. System strzępkowy monomityczny, strzępki ze sprzążkami, żółtawe, nieco grubościenne. Cystydy cylindryczne, grubościenne, gładkie lub nieco inkrustowane. Podstawki cylindryczne do maczugowatych, szkliste do żółtawych, z 4-sterygmami i sprzążką bazalną. Bazydiospory cylindryczne do elipsoidalnych, gładkie, cienkościenne lub nieco grubościenne, szkliste do żółtawych, Inieamyloidalne.
Crustoderma charakteryzuje się przede wszystkim owocnikiem o konsystencji od skórzastej do skorupiastej o żółtawym do brązowawego zabarwieniu i mikroskopowo dużymi, grubościennymi cystydami.

## Systematyka i nazewnictwo
Pozycja w klasyfikacji: Sparassidaceae, Polyporales, Incertae sedis, Agaricomycetes, Agaricomycotina, Basidiomycota, Fungi (według Index Fungorum).
Polską nazwę nadał Władysław Wojewoda w 2003 r.
Gatunki:
- Crustoderma borbonicum Boidin & Gilles 1991
- Crustoderma carolinense Nakasone 1984
- Crustoderma corneum (Bourdot & Galzin) Nakasone 1984
- Crustoderma dryinum (Berk. & M.A. Curtis) Parmasto 1968 – skorupniczka żółtawa
- Crustoderma efibulatum Kotir. & Saaren. 2006
- Crustoderma fibuligerum (K.S. Thind & S.S. Rattan) Duhem 2010
- Crustoderma flavescens Nakasone & Gilb. 1982
- Crustoderma fuscatum Gilb. & Nakasone 2003
- Crustoderma gigacystidium Gilb. & Hemmes 2001
- Crustoderma longicystidiatum (Litsch.) Nakasone 1984
- Crustoderma nakasoneae Gilb. & M. Blackw. 1988
- Crustoderma opuntiae Nakasone & Gilb. 1982
- Crustoderma patricium (G. Cunn.) Nakasone 1984
- Crustoderma resinosum (H.S. Jacks. & Dearden) Gilb. 1981
- Crustoderma testatum (H.S. Jacks. & Dearden) Nakasone 1985
- Crustoderma vulcanense (Gilb. & Adask.) Gilb. & Nakasone 2003

Nazwy naukowe na podstawie Index Fungorum. Nazwy polskie według Władysława Wojewody.